# Карл Прусський
Принц Фрідріх Карл Александр Прусський (нім. Friedrich Carl Alexander von Preußen), (29 червня 1801 — 21 січня 1883) — прусський принц з династії Гогенцоллернів, третій син короля Пруссії Фрідріха Вільгельма III та королеви Луїзи, генерал-фельдцейхмейстер та голова прусської артилерії, губернатор Майнцу у 1864—1866 роках, великий магістр ордену Йоганна Єрусалимського (1853—1883), мандрівник, колекціонер та філантроп. Був відомий своїми консервативними поглядами.

## Біографія
Карл народився 29 червня 1801 року у палаці Шарлоттенбург у Берліні. Він був третім сином та п'ятою дитиною в родині короля Пруссії Фрідріха Вільгельма III та його першої дружини Луїзи Мекленбург-Штреліцької. На момент його народження в живих залишились його брати Фрідріх-Вільгельм і Вільгельм Фрідріх та сестра Шарлотта. Невдовзі в сім'ї народилась донька Александріна та син Фердинанд, що прожив менше двох років. Матір вважала Карла «найкрасивішим із своїх дітей».
У 1806, після захоплення Наполеоном Берліна, прусська королівська родина змушена була втікати під захист союзників. Проте, союзницькі війська Олександра I також були розбиті під Фрідландом влітку 1807. До 1809 резиденцією Гогенцоллернів був Кенігсберг. Там на світ з'явилося ще двоє дітей — Луїза та Альбрехт. Наприкінці 1809 двір повернувся до столиці, однак за півроку королева Луїза померла. Карлу в цей час було вісім років.
Маючи десять років, згідно прусської традиції, принц долучився до війська у чині лейтенанта гвардійського полку. Згодом, хоч Карл і отримував періодично нагороди та просувався по службі, але не мав пристрасті до військової справи. На маневрах він брав участь неохоче. Пізніше, у надзвичайних ситуаціях, завжди намагався прийти до мирного врегулювання конфлікту.
Вихованням юного принца від 1811 займався барон Йоганн Генріх Мену фон Менутолі. Однак, окрім того, що він був військовиком, Менутолі захоплювався історією та археологією, любов до яких прищепив і своєму вихованцю. Під його наглядом, Карл почав створювати обширну колекцію старожитностей та середньовічних витворів мистецтва, серед яких були скульптури, саркофаги, частини портативного архітектурного декору у вигляді колон і мозаїки.
1819-го принц увійшов до складу Прусської державної ради. У 1820-му — отримав звання майора Першого піхотного полку гвардії, за два роки став полковником 12-го піхотного полку. 1824-го — отримав звання генерал-майора. Того ж року, вітаючи, разом із братом Вільгельмом у Франкфурті, ейзенахську кронпринцесу Марію Павлівну, Карл закохався в одну з її доньок — Марію. Батько підтримав вибір сина і намагався відразу домовитись про укладання шлюбу. Однак, росіяни погодились на цей союз лише у 1826 році, сподіваючись на більш підходящу партію для доньки.
У віці 25 років Карл узяв 19-річну Марію Саксен-Веймар-Айзенаську за законну дружину. Весілля відбулося 26 травня 1827 у палаці Шарлоттенбург у Берліні. Сімейне життя було тривалим і щасливим. У пари народилося троє дітей.
Від 1829 року молода родина жила в Палаці принца Карла на площі Вільгельма № 8—9. Літньою резиденцією, яка швидко стала улюбленою, став заміський палац Ґлініке поблизу Потсдама.
17 січня 1830, продовжуючи військову кар'єру, принц став командувачем Другого гвардійського дивізіону. 30 березня 1832 —отримав чин генерал-лейтенанта. 30 березня 1836 — очолив IV армійський корпус.

Його батько помер у червні 1840, і на престол зійшов старший брат Фрідріх-Вільгельм. За його правління Карл 23 вересня 1844 став генералом від інфантерії, а у березні 1848 — інспектором 2-го армійського дивізиону.

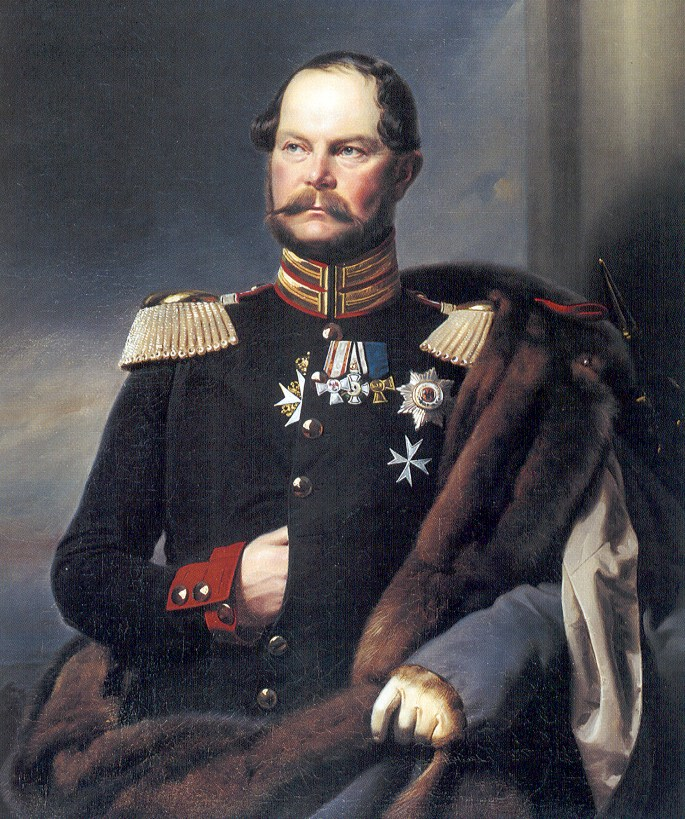
Карл Прусський у 1852 році

Під час революції 1848 Карл залишився в Берліні і надав свій палац для загальних зборів громадян.
30 березня 1854 принц отримав звання генерал-фельдцейхмейстера і став головою прусської артилерії. Також регулярно брав участь у засіданнях державної ради та виконував різні дипломатичні доручення свого брата-короля.
Все життя підтримував близькі стосунки із сестрою Шарлоттою, яка була одружена з імператором Миколою I, і регулярно навідував її у Росії. Шарлотти не стало пізньої осені 1860, а за два місяці пішов з життя і Фрідріх-Вільгельм. Оскільки він не мав нащадків, престол успадкував його молодший брат Вільгельм. Карл після цього відійшов від двору і майже не з'являвся навіть на офіційних заходах.
У 1864 його призначили губернатором Майнцу. На цій посаді він провів два роки і отримав звання почесного громадянина міста.
Дружина пішла з життя взимку 1877. Карл пережив її на шість років. Його не стало у своєму міському палаці 21 січня 1883 у віці 81 року. Останніми словами принца стали: «Хай живе імператор!» Поховали Карла у склепінні під церквою Святих Петра і Павла в Ванзеє, поруч із Марією.

## Родина

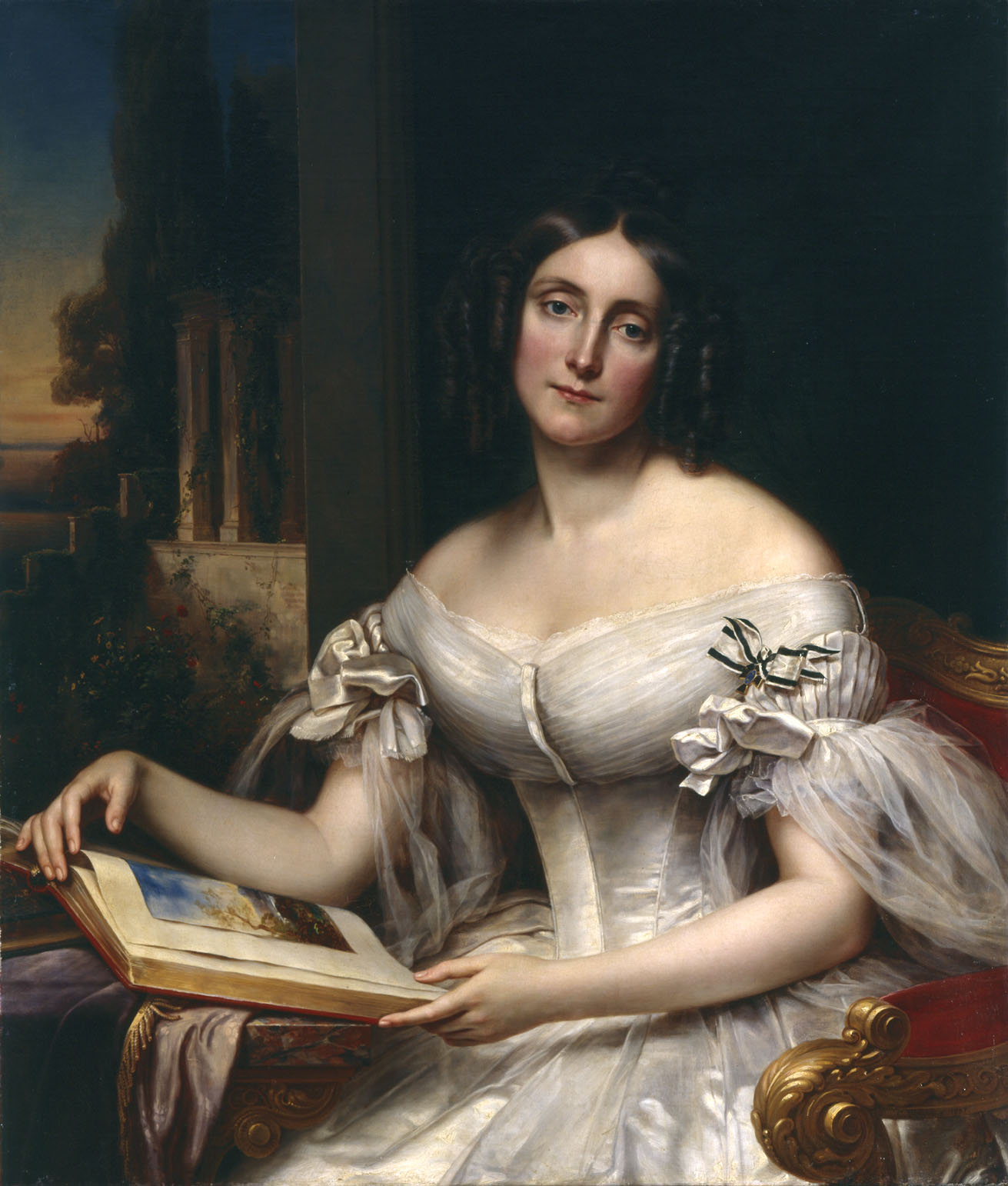
Марія Саксен-Веймар-Айзенаська

Дружина — Марія Саксен-Веймар-Айзенаська
Діти:
- Фрідріх Карл (1828—1885) — головнокомандувач прусської армії, генерал-фельдмаршал Пруссії та Росії, був одружений із Марією Анною Ангальт-Дессау, мав чотирьох доньок і сина;
- Луїза (1829—1901) — дружина ланграфа Гессен-Філіпшталь-Бархфельдського Алексіса, дітей не мала;
- Анна (1836—1918) — дружина титулярного ланграфа Гессен-Кассельського Фрідріха Вільгельма, мала шестеро дітей.

## Нагороди

### Прусське королівство
- Орден Чорного орла з ланцюгом
  - орден (29 червня 1811)
  - ланцюг (1841)
- Королівський орден дому Гогенцоллернів, великий командорський хрест із зіркою і мечами
  - орден (1851)
  - зірка (17 березня 1863)
  - мечі (1873)
- Хрест «За вислугу років» (Пруссія)
- Орден Святого Йоанна (Бранденбург), великий магістр (1853)
- Орден Червоного орла, великий хрест з дубовим листям і мечами
  - орден (18 жовтня 1861)
  - мечі (1873)
- Орден Корони (Пруссія) 1-го класу (18 жовтня 1861)
- Pour le Mérite (28 липня 1866)
- Князівський орден дому Гогенцоллернів, почесний хрест 1-го класу з мечами
- Залізний хрест 2-го і 1-го класу

### Російська імперія
- Орден Андрія Первозванного (25 червня 1820)
- Орден Святого Олександра Невського
- Орден Білого Орла
- Орден Святої Анни 1-го ступеня
- Орден Святого Станіслава 1-го ступеня
- Орден Святого Володимира 1-го ступеня
- Орден Святого Георгія
  - 4-го ступеня (26 листопада 1869)
  - 3-го ступеня (22 жовтня 1872)

### Ганноверське королівство
- Королівський гвельфський орден, великий хрест (1835)
- Орден Святого Георгія (Ганновер) (1839)

### Австрійська імперія
- Королівський угорський орден Святого Стефана, великий хрест (1835)
- Хрест «За військові заслуги» (Австро-Угорщина) з військовою відзнакою

### Вюртемберзьке королівство
- Орден Вюртемберзької корони, великий хрест (1841)
- Орден «За військові заслуги» (Вюртемберг), великий хрест (30 грудня 1870)

### Саксонське королівство
- Орден Рутової корони (1846)
- Орден Заслуг (Саксонія), великий хрест з мечами

### Велике герцогство Баденське
- Орден Вірності (Баден) (1847)
- Орден Церінгенського лева, великий хрест (1847)
- Орден Військових заслуг Карла Фрідріха, великий хрест (1871)

### Гессен-Дармштадтське ландграфство
- Орден Людвіга (Гессен-Дармштадт), великий хрест (29 червня 1851)
- Хрест Військових заслуг за 1870-71 (16 березня 1871)

### Баварське королівство
- Орден Святого Губерта (1853)
- Орден «За військові заслуги» (Баварія), великий хрест

### Нідерланди
- Орден Віллема, командорський хрест (25 серпня 1878)
- Орден Нідерландського лева, великий хрест

### Мекленбург
- Орден Вендської корони, великий хрест з короною в руді
- Хрест «За військові заслуги» (Мекленбург-Шверін) 2-го і 1-го класу
- Хрест «За заслуги у війні» (Мекленбург-Штреліц)

### Сардинське королівство
- Вищий орден Святого Благовіщення
- Орден Святих Маврикія та Лазаря, великий хрест

### Інші країни
- Орден Білого Сокола, великий хрест з мечами (Велике герцогство Саксен-Веймар-Айзенаське)
  - орден (15 грудня 1826)
  - мечі (1875)
- Орден Альберта Ведмедя, великий хрест з мечами (Ангальтське герцогство)
  - орден (16 грудня 1839)
  - мечі (18 листопада 1864)
- Орден Золотого лева (Гессен), великий хрест (Гессен-Кассельське ландграфство; 5 вересня 1841)
- Орден дому Саксен-Ернестіне, великий хрест з мечами
  - орден (січень 1850)
- Орден Заслуг герцога Петра-Фрідріха-Людвіга, великий хрест із золотою короною і ланцюгом (Велике герцогство Ольденбурзьке; 16 травня 1850)
- Орден Леопольда I, велика стрічка (Бельгія; 6 травня 1853)
- Орден Слона (Данія; 26 травня 1853)
- Орден Золотого руна (Іспанія; 5 травня 1865)
- Орден Почесного легіону, великий хрест (Франція; серпень 1867)
- Орден Святого Карла (Монако), великий хрест (6 квітня 1869)
- Орден Серафимів (Шведсько-норвезька унія; 22 березня 1873)
- Орден Калакауа I, великий хрест (Гавайське королівство; 1881)
- Орден Генріха Лева, великий хрест (Брауншвейзьке герцогство)
- Медаль «За військові заслуги» (Ліппе)
- Орден Спасителя, великий хрест (Грецьке королівство)
- Орден «Османіє» 1-го класу з мечами
- Орден дому Хусейнідів з діамантами (Туніс)
- Орден Вежі й Меча, великий хрест з ланцюгом (Португальське королівство)
- Орден Корони Сіаму 1-го класу
- Орден Святого Фердинанда за заслуги, великий хрест (Королівство Обох Сицилій)